# Гевин
Гевин (укр. Гевин) — село в Овадновской сельской общине Владимирского района Волынской области Украины.
Население по переписи 2001 года составляет 6 человек. Почтовый индекс — 44723. Телефонный код — 3342. Занимает площадь 0,031 км².